# El Farigolar
El Farigolar és un antic mas del terme de Sau, avui englobat a Vilanova de Sau, que es troba sobre la Riba de Sau, hostal construït després de la inundació del poble de Sau. Aquesta masia és interessant per la simplicitat estructural i per les reduïdes dimensions que presenta. És totalment funcional, destinat per a poca gent. Fou masoveria del mas veí: l'Albereda (Vilanova de Sau). Es troba encara avui dins el terme d'aquesta propietat.
Masia de petites dimensions. És de planta rectangular, cobert a dues vessants i amb el carener esquerre més prolongat que el dret. El portal d'entrada es troba orientat a migdia i està descentrat de l'edificació. És rectangular i la llinda de roure, al damunt hi ha dues finestres i a la part esquerra sota la teulada hi ha un espai destinat a magatzem de palla. A la part posterior sobresurt un cos cobert a una sola vessant al costat del qual es forma una mena de pati o corral sense cobrir, aquest part està semi derruïda. Cal destacar a la part dreta de la façana una construcció que degué ubicar un antic forn. És construïda amb pedra rogenca i fusta. L'estat de conservació és mitjà. Es troba deshabitada.